# Sigurd Sollid
Sigurd Sollid var en norsk backhoppare som tävlade för IL i BUL (Idrottslaget i Bondeungdomslaget) i Oslo.

## Karriär
Sigurd Sollid deltog i backhoppning i Skid-VM 1937 i Chamonix i Frankrike. Sollid vann en bronsmedalj efter landsmännen Birger Ruud (8,1 poäng efter) och Reidar Andersen (5,7 poäng efter). Sigurd Haanes, också från Norge, tog fjärdeplatsen.

## Övrigt
Sigurd Sollid var bland eldsjälarna som startade byggandet av en hoppbacke i östra sluttningen av Grøtåshaugen i Lillehammer på 1950-talet. Det var svårt att ta sig fram till backen. Snörika vintrar på 1960-talet gjorde det lättare för backhopparna att träna nede i Lillehammer och hoppbacken på Grøtåshaugen förföll.